# Lusenga-Plain-Nationalpark
Der Lusenga Plain National Park liegt in der Provinz Luapula im Norden von Sambia.

## Geographie
Die Lusenga-Ebene ist ein heißer Ort mit hoher Luftfeuchtigkeit. Das Gebiet wurde als Nationalpark deklariert, um diese weite Ebene mit ihren schilfbestanden Sümpfen und immergrünem Wald auf den Hügeln zu erhalten. Im übrigen Park dominiert dichter Miombowald. Er grenzt an seiner Nordostseite an den Fluss Kalungwishi mit zahlreiche Wasserfälle, die Lumangwe-Fälle, Chimpepefälle, Kabwelumafälle, Kundabwikufälle. Außerdem gibt es die Mumbulumafälle des Nebenflusses Luangwa.
Die Lusenga-Ebene grenzt an den Mwerusee, dessen Ufer dicht besiedelt sind. Der Bevölkerungsdruck ist hoch.

## Zustand
Die Lusenga-Ebene ist zwar ein Nationalpark, wird aber kaum geschützt. Durch Wilderei wurde der Tierbestand bereits stark reduziert. Es sollen aber noch Büffel und einige Antilopenarten im Park leben. Offenbar wurden auch Elefanten und Zebras so dezimiert, dass Tiere aus anderen sambischen Parks nach Lusenga Plain verbracht und wiederangesiedelt werden mussten.